# Arquiconfraria da Santa Agonia
A Arquiconfraria da Santa Agonia é uma associação leiga para dar uma honra especial aos sofrimentos mentais de Cristo durante Sua Agonia no Jardim do Getsêmani. Foi fundada como uma confraria em 1862, em Valfleury, França, por Antoine Nicolle (1817–90), um padre vicentino. Joseph A. Komonchak o descreveu como um tipo de "misticismo contra-revolucionário".
Tornou-se uma arquiconfraria em 1873. Em 1894, o Papa Leão XIII autorizou sua extensão para além da França. A festa principal é a da Oração de Cristo, que ocorre na terça-feira da semana da Septuagésima.
Thomas A. Judge C.M. era um padre vicentino da Província Oriental, ativo na pregação de missões paroquiais. Em 1908, o Superior dos Vicentinos em Paris nomeou Juiz para promover a devoção à Santa Agonia, o que ele fez energicamente por cerca de um ano com resultados mistos. A devoção incorporou o uso do Escapulário Vermelho da Paixão promovido pelas Filhas da Caridade de São Vicente de Paulo. Em 1847, o Papa Pio IX concedeu aos vicentinos a faculdade de abençoar o escapulário e investi-lo nos fiéis.
A sociedade se espalhou por todo o mundo e é baseada principalmente em igrejas e capelas dos Lazaristas e das Filhas da Caridade. A casa central da Arquiconfraria da Santa Agonia é a casa-mãe vicentina em Paris, e seu diretor é o superior geral vicentino.